# Montella
För andra betydelser, se Montella (olika betydelser).
Montella är en kommun i provinsen Avellino, i regionen Kampanien. Kommunen hade 7 692 invånare (2017) och gränsar till kommunerna Acerno, Bagnoli Irpino, Cassano Irpino, Giffoni Valle Piana, Montemarano, Nusco, Serino samt Volturara Irpina.
Området var bebott redan under stenåldern. Orten var från början samnitisk, för att senare bli en romersk koloni.